# Cerianthus natans
Cerianthus natans är en korallart som beskrevs av Addison Emery Verrill 1901. Cerianthus natans ingår i släktet Cerianthus och familjen Cerianthidae. Inga underarter finns listade i Catalogue of Life.